# Monuments nationaux de Laktaši
Cet article recense les monuments nationaux situés sur le territoire de la municipalité de Laktaši en Bosnie-Herzégovine et dans la république serbe de Bosnie. La liste établie par la Commission pour la protection des monuments nationaux compte 1 monument national inscrit sur la liste principale et 7 monuments inscrits sur une liste provisoire.

## Monuments nationaux
| Monument                                                | Localité    | Géolocalisation | Datation      | Commentaire éventuel                                                      | Photo |
| ------------------------------------------------------- | ----------- | --------------- | ------------- | ------------------------------------------------------------------------- | ----- |
| Église de la Nativité-de-la-Mère-de-Dieu de Malo Blaško | Malo Blaško |                 | XVIIIe siècle | Église orthodoxe serbe en bois ; avec ses biens mobiliers et sa nécropole |       |

## Liste provisoire
| Monument                                                                  | Localité                               | Géolocalisation | Datation | Commentaire éventuel | Photo |
| ------------------------------------------------------------------------- | -------------------------------------- | --------------- | -------- | -------------------- | ----- |
| Cimetière de Bosanski Aleksandrovac                                       | Aleksandrovac (Bosanski Aleksandrovac) |                 |          |                      |       |
| Église Saint-Antoine-de-Padoue de Mahovljani                              | Mahovljani                             |                 |          | Avec son cimetière   |       |
| Église Saint-Nicolas de Romanovci                                         | Romanovci                              |                 |          |                      |       |
| Couvent des Sœurs-de-l'Adoration-Sang-du-Christ de Bosanski Aleksandrovac | Aleksandrovac (Bosanski Aleksandrovac) |                 |          |                      |       |
| Puits d'eau thermale dans le parc de Slatina                              | Slatina                                |                 |          |                      |       |
| Thermes de Banja Slatina                                                  | Slatina                                |                 |          |                      |       |
| Église Saint-Jean-Baptiste de Bosanski Aleksandrovac                      | Aleksandrovac (Bosanski Aleksandrovac) |                 |          |                      |       |